# Nakło nad Notecią
Nakło nad Notecią [ˈnakwɔ ˌnad nɔˈtɛt͡ɕɔ̃] (tiếng Đức: Nakel) là một thị trấn ở phía bắc Ba Lan trên sông Noteć (tiếng Đức: Netze) với 23.687 cư dân (2007). Từ năm 1999, nó đã ở trong Voivodeship Kuyavian-Pomeranian. Nó nằm ở Bydgoszcz Voivodeship từ năm 1975 đến 1998. Nó là trụ sở của Quận Nakło và cũng là quận hành chính nhỏ hơn có tên Gmina Nakło nad Notecią.

## Lịch sử
Nakło bắt đầu phát triển như một khu định cư của người Pomeranian vào giữa thế kỷ thứ 10. Giữa năm 1109 và 1113, nó rơi vào tay Công tước Bolesław III Wrymouth của Ba Lan. Nó đã nhận được đặc quyền luật thị trấn của Đức vào năm 1299.
Nakło bị Vương quốc Phổ thôn tính trong Lần phân vùng đầu tiên của Ba Lan năm 1772 và được biết đến với tên tiếng Đức là Nakel. Nó bắt đầu phát triển đáng kể sau khi hoàn thành Kênh Bydgoszcz, kết nối Vistula với các sông Noteć, Warta và Oder.
Sau thất bại của Phổ trong Chiến tranh Napoléon trong Chiến tranh liên minh thứ tư, Nakło trở thành một phần của Công quốc Warsaw vào năm 1807. Sau thất bại của Napoléon Bonaparte năm 1815, nó đã được khôi phục trở lại thành của Phổ trong Đại hội Vienna như một phần của Đại công quốc tự trị Posen.
Trong quá trình công nghiệp hóa thế kỷ 19, Nakło đã phát triển hơn nữa sau khi được kết nối với tuyến Đường sắt phía đông Phổ (Preußische Ostbahn) vào năm 1851. Nó trở thành một phần của Đế quốc Đức do Phổ lãnh đạo năm 1871.
Thị trấn trở thành một phần của Đệ nhị Cộng hòa Ba Lan theo Hiệp ước Versailles sau Thế chiến thứ nhất. Từ 1939 đến 1945 Nakło bị Đức Quốc xã chiếm đóng trong Thế chiến II.

## Cư dân đáng chú ý
- Nathan Porges (1848-1924), giáo sĩ
- Hermann von Strantz (1853-1936), tướng Đức
- Ignaz Jastrow (1856-1937), nhà kinh tế và sử học người Đức
- Julius Schwalbe (1863-1930), bác sĩ
- Abraham Buschke (1868-1943), bác sĩ
- Rafał Blechacz (sinh năm 1985), nghệ sĩ piano cổ điển